# 桑格乌埃姆
桑格乌埃姆（Sanguem），是印度果阿邦South Goa县的一个城镇。总人口6158（2001年）。

## 人口
该地2001年总人口6158人，其中男性3124人，女性3034人；0—6岁人口682人，其中男374人，女308人；识字率75.06%，其中男性为80.89%，女性为69.05%。